# UCI Europe Tour de 2005-2006
O UCI Europe Tour 2005-2006 foi a segunda temporada do calendário ciclístico internacional europeu. Iniciou-se a 16 de outubro de 2005 com a Chrono des Nations e terminou a 12 de outubro de 2006 com o Giro do Piemonte.
O ganhador foi o belga Niko Eeckhout, quem obteve 5 vitórias na temporada. Conseguiu os triunfos nos Três Dias de Flandres Ocidental, a Omloop van het Waasland, o Campeonato de Flandres, o Memorial Rik Van Steenbergen e o campeonato em estrada de seu país.
Por equipas, o triunfo foi para o Acqua & Sapone-Caffè Mokambo, enquanto Itália ganhou por países.

## Carreiras e categorias
O calendário contou com 306 carreiras. Delas, 103 foram por etapas enquanto 203 foram de um dia.
Duzentos oitenta e nove carreiras foram para categoria elite e 17 competições foram para categoria sub-23 (incluindo a carreira em estrada e contrarrelógio do campeonato europeu).
As carreiras elite foram vinte e set .hc (máxima categoria), seguido de cento trinta e quatro competições .1 e cento vinte e oito de .2.
| Carreiras  | Categoria | Quantidade |
| ---------- | --------- | ---------- |
| Por etapas | 2.hc      | 12         |
| Por etapas | 2.1       | 40         |
| Por etapas | 2.2       | 45         |
| Por etapas | 2.2U      | 6          |
| Um dia     | 1.hc      | 15         |
| Um dia     | 1.1       | 94         |
| Um dia     | 1.2       | 83         |
| Um dia     | 1.2U      | 9          |
| Um dia     | CC        | 2          |

### Categorias
As carreiras de máxima categoria (e portanto, nas que se obtiveram mais pontos para o ranking) foram 27, uma mais que na primeira temporada. Com respeito a esta última, duas carreiras ascenderam, a Volta à Áustria e a Carreira da Paz, enquanto uma desapareceu, a Semana Catalã.
| Carreira                     | Categoria |
| ---------------------------- | --------- |
| Grande Prêmio de Frankfurt   | 1.hc      |
| Volta à Baviera              | 2.hc      |
| Volta à Áustria              | 2.hc      |
| Paris-Bruxelas               | 1.hc      |
| Omloop Het Volk              | 1.hc      |
| E3 Prijs Harelbeke           | 1.hc      |
| Scheldeprijs Vlaanderen      | 1.hc      |
| Três dias de Bruges–De Panne | 2.hc      |
| Tour de Valônia              | 2.hc      |
| Volta à Dinamarca            | 2.hc      |
| Bicicleta Basca              | 2.hc      |
| Volta a Burgos               | 2.hc      |
| Grande Prêmio de Fourmies    | 1.hc      |
| Critérium Internacional      | 2.hc      |
| Quatro Dias de Dunquerque    | 2.hc      |

| Carreira              | Categoria |
| --------------------- | --------- |
| Milano-Torino         | 1.hc      |
| Giro de Lazio         | 1.hc      |
| Tre Valli Varesine    | 1.hc      |
| Giro do Veneto        | 1.hc      |
| Coppa Placci          | 1.hc      |
| Giro de Emilia        | 1.hc      |
| Giro do Piemonte      | 1.hc      |
| Tour de Luxemburgo    | 2.hc      |
| Veenendaal-Veenendaal | 1.hc      |
| Volta a Portugal      | 2.hc      |
| Carreira da Paz       | 2.hc      |
| G. P. Kanton Aargau   | 1.hc      |

## Calendário

### Outubro 2005
| Data | Carreira            | Cat. | Ganhador        | Equipa                       |
| ---- | ------------------- | ---- | --------------- | ---------------------------- |
| 16   | Chrono des Nations  | 1.1  | Ondřej Sosenka  | Acqua & Sapone-Caffè Mokambo |
| 16   | Escalada a Montjuic | 1.2  | Samuel Sánchez  | Euskaltel-Euskadi            |
| 22   | Florencia-Pistoia   | 1.1  | Sergiy Matveyev | Ceramica Panaria-Navigare    |

### Janeiro 2006
| Data | Carreira                            | Cat. | Ganhador    | Equipa     |
| ---- | ----------------------------------- | ---- | ----------- | ---------- |
| 31   | Grande Prêmio Ciclista a Marsellesa | 1.1  | Baden Cooke | Unibet.com |

### Fevereiro 2006
| Data     | Carreira                               | Cat. | Ganhador                | Equipa                                |
| -------- | -------------------------------------- | ---- | ----------------------- | ------------------------------------- |
| 1 ao 5   | Estrela de Bessèges                    | 2.1  | Frederik Willems        | Chocolade Jacques-Topsport Vlaanderen |
| 4        | Grande Prêmio Costa dos Etruscos       | 1.1  | Alessandro Petacchi     | Milram                                |
| 5        | Troféu Maiorca                         | 1.1  | Isaac Gálvez            | Caisse d'Epargne-Illes Balears        |
| 6        | Troféu Alcudia                         | 1.1  | Isaac Gálvez            | Caisse d'Epargne-Illes Balears        |
| 7        | Troféu Pollença                        | 1.1  | David Bernabéu          | Comunidade Valenciana                 |
| 8        | Troféu Soller                          | 1.1  | Paolo Bettini           | Quick Step-Innergetic                 |
| 8 ao 12  | Tour do Mediterrâneo                   | 2.1  | Cyril Dessel            | Ag2r Prévoyance                       |
| 9        | Troféu Calvia                          | 1.1  | David Kopp              | Gerolsteiner                          |
| 9 ao 12  | Grande Prêmio Internacional Costa Azul | 2.1  | Robbie McEwen           | Davitamon-Lotto                       |
| 12 ao 16 | Volta a Andaluzia                      | 2.1  | Carlos García Quesada   | Unibet.com                            |
| 14       | Troféu Laigueglia                      | 1.1  | Alessandro Ballan       | Lampre-Fondital                       |
| 15 ao 19 | Volta ao Algarve                       | 2.1  | João Cabreira           | Milaneza-Maia                         |
| 18       | Tour du Haut-Var                       | 1.1  | Leonardo Bertagnolli    | Cofidis                               |
| 19       | Clássica Haribo                        | 1.1  | Arnaud Coyot            | Cofidis                               |
| 21 ao 25 | Volta à Comunidade Valenciana          | 2.1  | Antonio Colom           | Caisse d'Epargne-Illes Balears        |
| 25       | Beverbeek Classic                      | 1.2  | Evert Verbist           | Chocolade Jacques-Topsport Vlaanderen |
| 25       | Grande Prêmio Chiasso                  | 1.1  | Remmert Wielinga        | Quick Step-Innergetic                 |
| 25       | Omloop Het Volk                        | 1.hc | Philippe Gilbert        | Française des Jeux                    |
| 26       | Clássica de Almería                    | 1.1  | Francisco Pérez Sánchez | Caisse d'Epargne-Illes Balears        |
| 26       | Kuurne-Bruxelas-Kuurne                 | 1.1  | Nick Nuyens             | Quick Step-Innergetic                 |
| 26       | Grande Prêmio de Lugano                | 1.1  | Paolo Bettini           | Quick Step-Innergetic                 |

### Março 2006
| Data     | Carreira                            | Cat.   | Ganhador             | Equipa                                |
| -------- | ----------------------------------- | ------ | -------------------- | ------------------------------------- |
| 1        | Le Samyn                            | 1.1    | Renaud Dion          | Ag2r Prévoyance                       |
| 1 ao 5   | Volta a Múrcia                      | 2.1    | José Iván Gutiérrez  | Caisse d'Epargne-Illes Balears        |
| 3 ao 5   | Três Dias de Flandres Ocidental     | 2.1    | Niko Eeckhout        | Chocolade Jacques-Topsport Vlaanderen |
| 4        | Milano-Torino                       | 1.hc   | Igor Astarloa        | Barloworld                            |
| 4        | Flecha Flamenga                     | 1.2    | Evert Verbist        | Chocolade Jacques-Topsport Vlaanderen |
| 5        | Grande Prêmio Villa de Lillers      | 1.2    | Markus Eichler       | Regiostrom-Senges                     |
| 5        | Troféu Zssdi                        | 1.2    | Marco Bandiera       |                                       |
| 5        | Monts du Luberon-Troféu Luc Leblanc | 1.2    | Rene Mandri          | Auber 93                              |
| 6        | Giro da Província de Lucca          | 1.1    | Alessandro Petacchi  | Milram                                |
| 9 ao 12  | Volta ao Distrito de Santarém       | 2.1    | Lars Boom            | Rabobank Continental                  |
| 12       | Giro do Lago Maggiore               | 1.2    | Giairo Ermeti        | Team L.P.R.                           |
| 12       | Paris-Troyes                        | 1.2    | Yury Trofimov        | Omnibike Dynamo Moscou                |
| 12       | Troféu Franco Balestra              | 1.2    | Aurélien Passeron    | Pedale Larigiano                      |
| 12       | Omloop van het Waasland             | 1.2    | Niko Eeckhout        | Chocolade Jacques-Topsport Vlaanderen |
| 12       | Porec Trophy                        | 1.2    | Simon Špilak         | Adria Mobil                           |
| 15       | Nokere Koerse                       | 1.1    | Bert Roesems         | Davitamon-Lotto                       |
| 16 ao 19 | Istrian Spring Trophy               | 2.2    | Borut Božič          | Peruntnina Ptuj                       |
| 17       | Clássica de Loire-Atlantique        | 1.2    | Sergey Kolesnikov    | Omnibike Dynamo Moscou                |
| 19       | Grande Prêmio Cholet-Pays de Loire  | 1.1    | Christopher Sutton   | Cofidis                               |
| 19       | Roue Tourangelle                    | 1.2    | Sergey Kolesnikov    | Omnibike Dynamo Moscou                |
| 19       | Grande Prêmio San Giuseppe          | 1.2    | Antonio Bucciero     |                                       |
| 20 ao 24 | Volta a Castela e Leão              | 2.1    | Alexandre Vinokourov | Liberty Seguros-Würth                 |
| 20 ao 26 | Volta à Normandia                   | 2.2    | Kai Reus             | Rabobank Continental                  |
| 21 ao 25 | Settimana Coppi e Bartali           | 2.1    | Damiano Cunego       | Lampre-Fondital                       |
| 22       | Através de Flandres                 | 1.1    | Frederik Veuchelen   | Chocolade Jacques-Topsport Vlaanderen |
| 22       | Grande Prêmio Waregem               | 1.2 Ou | Jelle Vanendert      | Bodysol-Win For Life-Jong Vlaanderen  |
| 23 ao 26 | The Paths of King Nikola            | 2.2    | Radoslav Rogina      | Peruntnina Ptuj                       |
| 25       | E3 Prijs Harelbeke                  | 1.hc   | Tom Boonen           | Quick Step-Innergetic                 |
| 25 ao 26 | Critérium Internacional             | 2.hc   | Ivan Basso           | CSC                                   |
| 26       | Flecha Brabanzona                   | 1.1    | Óscar Freire         | Rabobank                              |
| 26       | Giro do Mendrisiotto                | 1.2    | Daniele De Paoli     | Team L.P.R.                           |
| 28 ao 30 | Três dias de Bruges–De Panne        | 2.hc   | Leif Hoste           | Discovery Channel                     |
| 29 ao 2  | Cinto a Mallorca                    | 2.2    | Pavel Brutt          | Tinkoff Restaurants                   |
| 31       | Route Adélie                        | 1.1    | Samuel Dumoulin      | Ag2r Prévoyance                       |

### Abril 2006
| Data     | Carreira                                       | Cat. | Ganhador              | Equipa                       |
| -------- | ---------------------------------------------- | ---- | --------------------- | ---------------------------- |
| 1        | Hel van het Mergelland                         | 1.1  | Mikhaylo Khalilov     | Team L.P.R.                  |
| 1        | Grande Prêmio Miguel Indurain                  | 1.1  | Fabian Wegmann        | Gerolsteiner                 |
| 1        | Boucle de l'Artois                             | 1.2  | Alexander Khatuntsev  | Omnibike Dynamo Moscou       |
| 2        | Grande Prêmio da Villa de Rennes               | 1.1  | Paride Grillo         | Ceramica Panaria-Navigare    |
| 2        | Troféu Banca Popular de Vicenza                | 1.2U | Ermanno Capelli       | Unidelta Bottoli Arvedi      |
| 4 ao 7   | Circuito de la Sarthe                          | 2.1  | Stefan Schumacher     | Gerolsteiner                 |
| 5 ao 9   | Semana Lombarda                                | 2.2  | Robert Gesink         | Rabobank Continental         |
| 5 ao 9   | Tour de Grécia                                 | 2.2  | Pavel Brutt           | Tinkoff Restaurants          |
| 6        | Grande Prêmio Pino Cerami                      | 1.1  | Sebastian Langeveld   | Skil-Shimano                 |
| 7 ao 9   | Circuito das Ardenas                           | 2.2  | Sergey Kolesnikov     | Omnibike Dynamo Moscou       |
| 8        | Tour de Drenthe                                | 1.1  | Markus Eichler        | Regiostrom-Senges            |
| 9        | Klasika Primavera                              | 1.1  | Carlos Sastre         | CSC                          |
| 12       | La Côte Picarde                                | 1.2U | Guillaume Levarlet    | CC Nogent-sur-Oise           |
| 12       | Scheldeprijs Vlaanderen                        | 1.hc | Tom Boonen            | Quick Step-Innergetic        |
| 12 ao 16 | Tour de Loir-et-Cher                           | 2.2  | Jacob Moe Rasmussen   | Team GLS                     |
| 13       | Grande Prêmio de Denain                        | 1.1  | Jimmy Casper          | Cofidis                      |
| 13 ao 16 | Rhône-Alpes Isère Tour                         | 2.2  | Tomislav Dančulović   | Perutnina Ptuj               |
| 15       | Tour de Finistère                              | 1.1  | Sergey Kolesnikov     | Omnibike Dynamo Moscou       |
| 15       | Salzkammergut-Giro                             | 1.2  | Markus Eibegger       |                              |
| 16       | Giro d'Oro                                     | 1.1  | Damiano Cunego        | Lampre-Fondital              |
| 16       | Tour de Düren                                  | 1.2  | Elnathan Heizmann     | Regiostrom-Senges            |
| 16       | Tro Bro Leon                                   | 1.1  | Mark Renshaw          | Crédit Agricole              |
| 16       | Grande Prêmio da Ville de Nogent-sur-Oise      | 1.2  | Jos Pronk             | ProComm-Van Hemert           |
| 17       | Tour de Colónia                                | 1.1  | Christian Knees       | Milram                       |
| 17       | Giro do Belvedere                              | 1.2  | Fabrizio Galeazzi     | Zalf Désirée Fior            |
| 18       | Paris-Camembert                                | 1.1  | Anthony Geslin        | Bouygues Telecom             |
| 18       | Grande Prêmio Palio do Recioto                 | 1.2  | Ermanno Capelli       | Unidelta Gls Garda           |
| 18 ao 21 | Giro do Trentino                               | 2.1  | Damiano Cunego        | Lampre-Fondital              |
| 19 ao 23 | Volta à Baixa Saxônia                          | 2.1  | Alessandro Petacchi   | Milram                       |
| 21 ao 23 | Volta à La Rioja                               | 2.1  | Ricardo Serrano       | Kaiku                        |
| 22       | Grand Prix de Villers-Cotterêts                | 1.1  | Émilien-Benoît Bergès | Auber 93                     |
| 22 ao 26 | Grande Prêmio de Sochi                         | 2.2  | Sergey Kolesnikov     | Omnibike Dynamo Moscou       |
| 23       | Giro dos Apeninos                              | 1.1  | Rinaldo Nocentini     | Acqua & Sapone-Caffè Mokambo |
| 23       | Volta a Holanda Setentrional                   | 1.2  | Kai Reus              | Rabobank Continental         |
| 23       | Paris-Mantes-en-Yvelines                       | 1.2  | Alexander Serov       | Tinkoff Restaurants          |
| 23       | Tour de Flandres sub-23                        | 1.2U | Kevyn Ista            | Roubaix-Lille Métropole      |
| 25       | Grande Prêmio della Liberazione                | 1.2  | Matthew Goss          | Southaustralia.com-AIS       |
| 25 ao 1  | Tour de Bretanha                               | 2.2  | Dries Devenyns        | Davitamon-Lotto              |
| 26 ao 30 | Volta a Renania-Palatinado                     | 2.1  | René Haselbacher      | Gerolsteiner                 |
| 26 ao 1  | Giro das Regiões                               | 2.2U | Dmytro Grabovskyy     |                              |
| 28 ao 30 | Szlakiem Grodów Piastowskich                   | 2.1  | Tomasz Kiendyś        | Team Knauf                   |
| 29       | Grande Prêmio Herning                          | 1.1  | Allan Johansen        | CSC                          |
| 29       | Grande Prêmio Indústria e Artigianato-Larciano | 1.1  | Damiano Cunego        | Lampre-Fondital              |
| 30       | Aarhus Classic                                 | 1.1  | Erwin Thijs           | Unibet.com                   |
| 30       | Giro de Toscana                                | 1.1  | Przemysław Niemiec    | Miche                        |
| 30       | Troféu dos Escaladores                         | 1.1  | Didier Rous           | Bouygues Telecom             |
| 30 ao 7  | Volta à Turquia                                | 2.2  | Ghader Mizbani        | Giant Asia Racing Team       |

### Maio 2006
| Data     | Carreira                           | Cat. | Ganhador              | Equipa                                         |
| -------- | ---------------------------------- | ---- | --------------------- | ---------------------------------------------- |
| 1        | Grande Prêmio de Frankfurt         | 1.hc | Stefano Garzelli      | Liquigas                                       |
| 1        | Liège-Bastogne-Liège sub-23        | 1.2U | Kai Reus              | Rabobank Continental                           |
| 1        | Memóriał Andrzeja Trochanowskiego  | 1.2  | Piotr Chmielewski     | CCC Polsat                                     |
| 1        | Grande Prêmio do 1 de Maio         | 1.2  | Jean-Philippe Dony    | Pôle Continental Wallon-Bergasol-Euro Millions |
| 2        | Copa Cidade de Asti                | 1.2  | Oscar Gatto           | Zalf Désirée Fior                              |
| 2        | Grande Prêmio de Moscovo           | 1.2  | Alexander Khatuntsev  | Omnibike Dynamo Moscou                         |
| 3        | Mayor Cup                          | 1.2  | Normunds Lasis        | Rietumu Bank-Riga                              |
| 3 ao 6   | Giro do Friuli Venezia Giulia      | 2.2  | Boris Shpilevsky      | A.C.S. Gruppo Lupi                             |
| 3 ao 7   | Volta a Extremadura                | 2.2  | Pedro Romero Ocampo   | Spiuk-Extremadura                              |
| 3 ao 7   | Quatro Dias de Dunquerque          | 2.hc | Roberto Petito        | Tenax-Salmilano                                |
| 5 ao 9   | Cinco Anéis de Moscovo             | 2.2  | Alexander Khatuntsev  | Omnibike Dynamo Moscou                         |
| 6        | Tour de Overijssel                 | 1.2  | Peter Möhlmann        | Fondas- P3Transfert                            |
| 6 ao 7   | Clássica de Alcobendas             | 2.1  | Jan Hruška            | 3 Molinos Resort                               |
| 7        | Omloop der Kempen                  | 1.2  | Evgeny Popov          | Rabobank Continental                           |
| 7        | Grande Prêmio Indústria do Mármore | 1.2  | David Garbelli        | GS San Marco Especifique Caneva                |
| 7        | Circuito do Porto-Troféu Arvedi    | 1.2  | Manolo Zanella        | Zalf Désirée Fior                              |
| 9 ao 14  | Tour de Thuringe                   | 2.2U | Tony Martin           | Thüringer Energie                              |
| 11       | Memorial Oleg Dyachenko            | 1.2  | Aleksandr Kuschynski  | Ceramica Flaminia                              |
| 11 ao 15 | Volta à Comunidade de Madri        | 2.2  | Sergi Escobar         | Grupo Nicolás Mateos                           |
| 12 ao 14 | Tour de Picardie                   | 2.1  | Jimmy Casper          | Cofidis                                        |
| 13 ao 20 | Carreira da Paz                    | 2.hc | Giampaolo Cheula      | Barloworld                                     |
| 13 ao 21 | Tour de Olympia                    | 2.2  | Tom Veelers           | Rabobank Continental                           |
| 18 ao 21 | Circuito de Lorena                 | 2.1  | Mauricio Soler        | Acqua & Sapone-Caffè Mokambo                   |
| 18 ao 21 | Ronde d'Isard                      | 2.2U | Ignatas Konovalovas   | VC La Pomme Marseille                          |
| 19 ao 20 | Giro da Província de Cosenza       | 2.2  | Francesco Reda        | Publisport A Spezia                            |
| 21       | Grand Prix Möbel Alvisse           | 1.2  | Gabriel Rasch         | Maxbo Bianchi                                  |
| 21       | Neuseen Classics                   | 1.2  | Danilo Hondo          | Lamonta                                        |
| 21       | Clássica Memorial Txuma            | 1.2U | Mikhail Ignatiev      | Tinkoff Credit Systems                         |
| 21 ao 28 | FBD Insurance Ras                  | 2.2  | Kristian House        | Recycling.co.uk                                |
| 23 ao 28 | Volta a Navarra                    | 2.2  | Jesús Tendero         | Vina Magna-Cropu                               |
| 24 ao 28 | Volta à Bélgica                    | 2.1  | Maarten Tjallingii    | Skil-Shimano                                   |
| 24 ao 28 | Volta à Baviera                    | 2.hc | José Alberto Martínez | Agritubel                                      |
| 24 ao 28 | Volta ao Alentejo                  | 2.1  | Sérgio Ribeiro        | Barbot-Halcon                                  |
| 25       | Tour de Vendée                     | 1.1  | Mikel Gaztañaga       | Atom                                           |
| 25 ao 28 | Tour de Gironde                    | 2.2  | Jérôme Bonnace        | Ou.C. Châteauroux-Laboratoires Fenioux         |
| 25 ao 28 | Flèche du Sud                      | 2.2  | Geraint Thomas        | Reino Unido                                    |
| 26       | E.Ou.S Tallin G.P.                 | 1.1  | Janek Tombak          | Kalev Chocolate                                |
| 26       | Grande Prêmio Hydraulika Mikolasek | 1.2  | Jure Goločer          | Perutnina Ptuj                                 |
| 27       | GP Tartu                           | 1.1  | Wojciech Pawlak       | Knauf                                          |
| 27       | Grande Prêmio de Plumelec-Morbihan | 1.1  | Cédric Hervé          | Bretagne-Jean Floc'h                           |
| 27       | Grand Prix Kooperativa             | 1.2  | Peter Velits          | Konica Minolta-Bizhub                          |
| 28       | Boucles de l'Aulne                 | 1.1  | Johan Coenen          | Unibet.com                                     |
| 28       | Grande Prêmio de Llodio            | 1.1  | Jaume Rovira          | Andalucia-Paul Versam                          |
| 28       | Grand Prix Palma                   | 1.2  | Boštjan Mervar        | Perutnina Ptuj                                 |
| 28       | Paris-Roubaix sub-23               | 1.2U | Tom Veelers           | Rabobank Continental                           |
| 31 ao 4  | Tour de Luxemburgo                 | 2.hc | Christian Vande Velde | CSC                                            |
| 31 ao 4  | Bicicleta Basca                    | 2.hc | Koldo Gil             | Saunier Duval-Prodir                           |

### Junho 2006
| Data     | Carreira                                           | Cat. | Ganhador            | Equipa                               |
| -------- | -------------------------------------------------- | ---- | ------------------- | ------------------------------------ |
| 2        | Troféu Alcide Degasperi                            | 1.2  | Matthew Lloyd       | Southaustralia.com-AIS               |
| 2 ao 5   | Tour de Berlim                                     | 2.2U | Alex Rasmussen      | Dinamarca                            |
| 3        | Grande Prêmio de Schwarzwald                       | 1.1  | Jure Goločer        | Perutnina Ptuj                       |
| 3        | Memorial Marco Pantani                             | 1.1  | Daniele Bennati     | Lampre-Fondital                      |
| 3        | Grande Prêmio de Kranj                             | 1.2  | Boštjan Mervar      | Perutnina Ptuj                       |
| 4        | G. P. Kanton Aargau                                | 1.hc | Beat Zberg          | Gerolsteiner                         |
| 4        | Memorial Philippe Van Coningsloo                   | 1.2  | Kevin Maene         | Landbouwkrediet-Colnago              |
| 4        | Riga Grand Prix                                    | 1.2  | Sergey Kolesnikov   | Omnibike Dynamo Moscou               |
| 4        | Coppa della Pace                                   | 1.2  | Alexandre Filippov  | Amore & Vita-McDonald's              |
| 5 ao 10  | Volta a Lérida                                     | 2.2  | Mikhail Ignatiev    | Tinkoff Restaurants                  |
| 6 ao 11  | Baltyk-Karkonosze Tour                             | 2.2  | Bartłomiej Matysiak | Legia-Bazyliszek                     |
| 7        | Veenendaal-Veenendaal                              | 1.hc | Tom Boonen          | Quick Step-Innergetic                |
| 7 ao 11  | Ringerike Grand Prix                               | 2.2  | Gabriel Rasch       | Maxbo Bianchi                        |
| 8 ao 11  | Volta à Eslovénia                                  | 2.1  | Tomadaž Nose        | Adria Mobil                          |
| 8 ao 11  | Grande Prêmio CTT Correios de Portugal             | 2.1  | Jordi Grau          | L.A. Alumínios-Liberty Seguros       |
| 9 ao 18  | Giro Ciclístico de Itália                          | 2.2  | Dario Cataldo       | Monsummanese Bedogni Praga Natalini  |
| 10 ao 11 | OZ Wielerweekend                                   | 2.2  | Niki Terpstra       | Ubbink-Syntec                        |
| 11       | Flèche Hesbignonne                                 | 1.2  | Erwin Thijs         | Unibet.com                           |
| 13 ao 18 | Volta à Sérvia                                     | 2.2  | Ivaïlo Gabrovski    | Flandres                             |
| 14       | Subida ao Naranco                                  | 1.1  | Fortunato Baliani   | Ceramica Panaria-Navigare            |
| 14 ao 17 | Ster Elektrotoer                                   | 2.1  | Kurt Asle Arvesen   | CSC                                  |
| 14 ao 20 | Circuito Montanhês                                 | 2.2  | Robert Gesink       | Rabobank Continental                 |
| 15 ao 18 | Route du Sud                                       | 2.1  | Thomas Voeckler     | Bouygues Telecom                     |
| 15 ao 18 | Boucles de la Mayenne                              | 2.2  | Koji Fukushima      | Cycle Racing Vang                    |
| 15 ao 18 | Tour de Mainfranken                                | 2.2  | Sebastian Schwager  | Thüringer Energie                    |
| 16 ao 20 | Volta às Astúrias                                  | 2.1  | Óscar Sevilla       | T-Mobile                             |
| 21       | Ache-Ingooigem                                     | 1.1  | Baden Cooke         | Unibet.com                           |
| 21       | Tour de Frise                                      | 1.1  | Aart Vierhouten     | Skil-Shimano                         |
| 25       | Giro delle Valli Aretine                           | 1.2  | Federico Canuti     | Futura                               |
| 27       | Troféu Cidade de Brescia                           | 1.2  | Roberto Ferrari     | Tenax-Salmilano                      |
| 28       | Internationale Wielertrofee Jong Maar Moedig       | 1.2  | Greg Van Avermaet   | Bodysol-Win For Life-Jong Vlaanderen |
| 28 ao 1  | Grande Prêmio Ciclista de Gemenc                   | 2.2  | Martin Prázdnovský  | Sparebanken Vest                     |
| 28 ao 2  | Carreira da Solidariedade e dos Campeões Olímpicos | 2.1  | Robert Radosz       | DHL-Author                           |

### Julho 2006
| Data     | Carreira                                   | Cat. | Ganhador                     | Equipa                      |
| -------- | ------------------------------------------ | ---- | ---------------------------- | --------------------------- |
| 1        | Tour de Jura                               | 1.2  | Andreas Schillinger          | Milram Continental          |
| 2        | Tour de Doubs                              | 1.1  | Yoann Le Boulanger           | Bouygues Telecom            |
| 2        | Rund um den Elm                            | 1.2  | Markus Eichler               | Regiostrom-Senges           |
| 2        | De Drie Zustersteden                       | 1.2  | Gerrit Soepenberg            | Fondas-P3 Trnasfert         |
| 3 ao 9   | Volta à Áustria                            | 2.hc | Tom Danielson                | Discovery Channel           |
| 5 ao 9   | Troféu Joaquim Agostinho                   | 2.1  | Danail Petrov                | Milaneza-Maia               |
| 8        | Giro della Vasesia 1                       | 1.2  | Francesco Tizza              | Sc Pagnoncelli Ngc Perrel   |
| 9        | Giro della Vasesia 2                       | 1.2  | Piotr Zieliński              | Bretagne-Jean Floc'h        |
| 9        | Grande Prêmio de Dourges-Hénin-Beaumont    | 1.2  | Markus Eichler               | Regiostrom-Senges           |
| 14       | Campeonato da Europa Contrarrelógio        | CC   | Dmytro Grabovskyy            | Ucrânia                     |
| 15       | Cronoscalata Gardone V.T.-Prati di Caregno | 1.2  | Simone Stortoni              | Lucchini Neri Nuova Comauto |
| 15 ao 24 | Way to Pekin                               | 2.2  | Alexander Erofeev            |                             |
| 16       | Campeonato da Europe em Estrada            | CC   | Benoît Sinner                | França                      |
| 16       | Coppa Colli Briantei Internazionale        | 1.2  | Marco Cattaneo               | NGC-Pagnoncelli-Perrel      |
| 16       | Pomorski Klasyk                            | 1.2  | Krzysztof Jeżowski           | Knauf                       |
| 16       | Giro do Casentino                          | 1.2  | Sacha Modolo                 | Zalf Désirée Fior           |
| 19 ao 23 | Volta à Saxónia                            | 2.1  | Vladimir Gusev               | Discovery Channel           |
| 20 ao 23 | Brixia Tour                                | 2.1  | Davide Rebellin              | Gerolsteiner                |
| 22       | Grand Prix Bradlo                          | 1.2  | Adam Hansen                  | Aposport Krone Linz         |
| 22       | Grande Prêmio Cristal Energie              | 1.2  | Carlos Torrent               | Vinha Magna-Cropu           |
| 23       | Grande Prêmio da Villa de Pérenchies       | 1.2  | Tony Cavet                   | VC Evreux                   |
| 23       | Grande Prêmio Demy-Cars                    | 1.2  | Fredrik Johansson            | Differdange-Apiflo Vacances |
| 23       | Grande Prêmio Inda                         | 1.2  | Wojciech Dybel               | MGK Vis Norda               |
| 24 ao 28 | Tour de Valônia                            | 2.hc | Fabrizio Guidi               | Phonak                      |
| 25       | Clássica de Ordizia                        | 1.1  | Félix Cárdenas               | Barloworld                  |
| 25 ao 29 | Dookola Mazowsza                           | 2.2  | Tomasz Kiendyś               | Knauf                       |
| 27       | Internatie Reningelst                      | 1.2  | Robby Meul                   | Jartazi-7Mobile             |
| 29       | Luk Challenge                              | 1.1  | Markus Fothen/Sebastian Lang | Gerolsteiner                |
| 30       | Polynormande                               | 1.1  | Anthony Charteau             | Crédit Agricole             |
| 30       | Scandinavian Race Uppsala                  | 1.2  | Edvald Boasson Hagen         | Maxbo Bianchi               |
| 31       | Circuito de Guecho                         | 1.1  | Mikel Gaztañaga              | Atom                        |
| 31 ao 4  | Tour dos Pirenéus                          | 2.2  | Enrique Salgueiro            | Spiuk-Extremadura           |

### Agosto 2006
| Data     | Carreira                                                   | Cat. | Ganhador              | Equipa                                |
| -------- | ---------------------------------------------------------- | ---- | --------------------- | ------------------------------------- |
| 2 ao 3   | Paris-Corrèze                                              | 2.1  | Didier Rous           | Bouygues Telecom                      |
| 2 ao 6   | Volta a Leãon                                              | 2.2  | José Antonio Carrasco | Alfus Tedes-Garbialdi                 |
| 2 ao 6   | Volta à Dinamarca                                          | 2.hc | Fabian Cancellara     | CSC                                   |
| 3        | Grande Prêmio Cidade de Camaiore                           | 1.1  | Luca Paolini          | Liquigas                              |
| 4 ao 13  | Tour de Guadalupe                                          | 2.2  | Martin Prázdnovský    | Sparebanken Vest                      |
| 5        | Giro de Lazio                                              | 1.hc | Giuliano Figueras     | Lampre-Fondital                       |
| 5        | Grande Prêmio Folignano                                    | 1.2  | Rocco Capasso         | S.C. Centro Della Calzatura           |
| 5 ao 15  | Volta a Portugal                                           | 2.hc | David Blanco          | Comunidade Valenciana                 |
| 6        | Troféu Matteotti                                           | 1.1  | Ruslan Pidgornyy      | Tenax-Salmilano                       |
| 6 ao 9   | Tour de l'Ain                                              | 2.1  | Cyril Dessel          | Ag2r Prévoyance                       |
| 6 ao 10  | Volta a Burgos                                             | 2.hc | Iban Mayo             | Euskaltel-Euskadi                     |
| 8        | G. P. Fred Mengoni                                         | 1.1  | Andrea Tonti          | Acqua & Sapone-Caffè Mokambo          |
| 9        | Troféu Cidade de Castelfidardo                             | 1.1  | Paolo Bossoni         | Tenax-Salmilano                       |
| 12       | Tour de Hainleite                                          | 1.1  | Jens Voigt            | CSC                                   |
| 12       | Grande Prêmio Cidade de Felino                             | 1.2  | Roberto Ferrari       | Tenax-Salmilano                       |
| 12       | Copa dos Carpatos                                          | 1.2  | Roman Broniš          | Dukla Trencin                         |
| 13       | Tour de Bochum                                             | 1.1  | Jens Voigt            | CSC                                   |
| 13       | Memorial Henryka Lasaka                                    | 1.1  | Petr Benčík           | PSK Whirlpool                         |
| 13       | Subida a Urkiola                                           | 1.1  | Iban Mayo             | Euskaltel-Euskadi                     |
| 13       | Troféu Internacional Bastianelli                           | 1.2  | Rocco Capasso         | Riviera Adriatica                     |
| 15       | Tre Valli Varesine                                         | 1.hc | Stefano Garzelli      | Liquigas                              |
| 15       | Puchar Ministra Obrony Narodowej                           | 1.2  | Marcin Gębka          | DHL-Author                            |
| 15 ao 18 | Tour de Limusino                                           | 2.1  | Leonardo Duque        | Cofidis                               |
| 16       | Coppa Agostoni                                             | 1.1  | Alessandro Bertolini  | Selle Italia-Serramenti Diquigiovanni |
| 16       | Grande Prêmio Capodarco                                    | 1.2  | Marco Bandiera        | Zalf Désirée Fior                     |
| 16 ao 20 | Regio-Tour                                                 | 2.1  | Andreas Klöden        | T-Mobile                              |
| 17       | Coppa Bernocchi                                            | 1.1  | Danilo Napolitano     | Lampre-Fondital                       |
| 17       | Troféu Marini Silvano Cappelli                             | 1.2  | Julien Antomarchi     | VC La Pomme Marseille                 |
| 18       | Grande Prêmio Area Metropolitana de Vigo                   | 1.2  | Jacek Morajko         | Carvalhelhos-Boavista                 |
| 19       | Grande Prêmio Cidade de Vigo                               | 1.2  | César Antunes         | Imoholding-Loulé Jardim               |
| 20       | Clássica dos Portos                                        | 1.1  | Rubén Plaza           | Comunidade Valenciana                 |
| 20       | Châteauroux Classic de l'Indre                             | 1.1  | Nicolas Vogondy       | Crédit Agricole                       |
| 22       | Grande Prêmio da Villa de Zottegem                         | 1.1  | René Obst             | Milram Continental                    |
| 22 ao 25 | Tour de Poitou-Charentes                                   | 2.1  | Sylvain Chavanel      | Cofidis                               |
| 23       | Druivenkoers Overijse                                      | 1.1  | Russell Downing       | DFL-Cyclingnews-Litespeed             |
| 23       | GP Nobili Rubinetterie                                     | 1.1  | Paolo Longo Borghini  | Ceramica Flaminia                     |
| 23 ao 27 | Grande Prêmio Guillermo Tell                               | 2.2U | Markus Eibegger       | Áustria                               |
| 24       | Grande Prêmio Indústria e Commercio Artigianato Carnaghese | 1.1  | Félix Cárdenas        | Barloworld                            |
| 26       | Giro do Veneto                                             | 1.hc | Rinaldo Nocentini     | Wiesenhof-Akud                        |
| 26       | Szlakiem walt mjr. Hubala                                  | 1.2  | Aliaksandr Lisouski   |                                       |
| 27       | Tour de Sachsenring                                        | 1.2  | Artur Gajek           | Wiesenhof-Akud                        |
| 27       | Antwerpse Havenpijl                                        | 1.2  | Vytautas Kaupas       | Jartazi-7Mobile                       |
| 28       | Grande Prêmio de Beuvry-a-Forêt                            | 1.2  | Jean Zen              | V.C Roubaix                           |
| 29       | Schaal Sels                                                | 1.1  | Preben Van Hecke      | Davitamon-Lotto                       |
| 29 ao 3  | Volta à Grã-Bretanha                                       | 2.1  | Martin Pedersen       | CSC                                   |
| 29 ao 3  | Giro do Vale de Aosta                                      | 2.2  | Alessandro Bisolti    | Ou.C Palazzago Elledent Rad Logistica |
| 30 ao 3  | Tour da Eslováquia                                         | 2.2  | Radosław Romanik      | DHL-Author                            |
| 31       | Troféu Melinda                                             | 1.1  | Stefano Garzelli      | Liquigas                              |
| 31 ao 9  | Tour de l'Avenir                                           | 2.1  | Moisés Donas          | Agritubel                             |

### Setembro 2006
| Data     | Carreira                                 | Cat. | Ganhador                    | Equipa                                      |
| -------- | ---------------------------------------- | ---- | --------------------------- | ------------------------------------------- |
| 1 ao 3   | Roserittet                               | 2.2  | Jos van Emden               | Rabobank Continental                        |
| 2        | Coppa Placci                             | 1.hc | Rinaldo Nocentini           | Wiesenhof-Akud                              |
| 2        | Tour de Rijke                            | 1.1  | Graeme Brown                | Rabobank                                    |
| 3        | Grande Prêmio Jef Scherens               | 1.1  | Marcel Sieberg              | Wiesenhof-Akud                              |
| 3        | Giro da Romagna                          | 1.1  | Santo Anzà                  | Selle Italia-Serramenti Diquigiovanni       |
| 3        | Duo Normando                             | 1.2  | Ondřej Sosenka Radek Blahut | Acqua & Sapone PSK Whirlpool-Hradec Kralove |
| 6        | Memorial Rik Van Steenbergen             | 1.1  | Niko Eeckhout               | Chocolade Jacques-Topsport Vlaanderen       |
| 7 ao 10  | Giro de Toscana                          | 2.2  | Przemysław Niemiec          | Miche                                       |
| 8 ao 16  | Volta à Bulgária                         | 2.2  | Ivaïlo Gabrovski            | Flanders                                    |
| 9        | Paris-Bruxelas                           | 1.hc | Robbie McEwen               | Davitamon-Lotto                             |
| 9 ao 10  | Triptyque des Barrages                   | 2.2U | Jos van Emden               | Rabobank Continental                        |
| 10       | Tour de Nuremberg                        | 1.1  | Gerald Ciolek               | Wiesenhof-Akud                              |
| 10       | Grande Prêmio de Fourmies                | 1.hc | Philippe Gilbert            | Française des Jeux                          |
| 10       | Chrono Champenois                        | 1.2  | Matti Helminen              | Driving Force Logistics                     |
| 13       | Grande Prêmio de Valônia                 | 1.1  | Philippe Gilbert            | Française des Jeux                          |
| 13 ao 17 | Drei-Länder-Tour                         | 2.1  | Sebastian Lang              | Gerolsteiner                                |
| 14       | Tour de Voivodina                        | 1.2  | Jure Kocjan                 | Radenska Powerbar                           |
| 15       | Campeonato de Flandres                   | 1.1  | Niko Eeckhout               | Chocolade Jacques-Topsport Vlaanderen       |
| 15 ao 16 | Grande Prêmio da Somme                   | 2.2  | Romain Feillu               | CC Nogent-sur-Oise                          |
| 16       | Grande Prêmio Cidade de Misano Adriático | 1.1  | Daniele Bennati             | Lampre-Fondital                             |
| 16       | Giro do Canavese                         | 1.2U | Francesco Gavazzi           | Lampre-Fondital                             |
| 17       | G. P. Indústria e Comércio de Prato      | 1.1  | Daniele Bennati             | Lampre-Fondital                             |
| 17       | Grande Prêmio de Isbergues               | 1.1  | Cédric Vasseur              | Quick Step-Innergetic                       |
| 17       | Troféu Gianfranco Bianchin               | 1.2  | Matic Strgar                | Radenska Powerbar                           |
| 20       | Circuito de Houtland                     | 1.1  | Artur Gajek                 | Wiesenhof-Akud                              |
| 23       | Delta Profronde                          | 1.1  | Steven de Jongh             | Quick Step-Innergetic                       |
| 26       | Circuit de l'Escaut                      | 1.1  | Danilo Hondo                | Lamonta                                     |
| 26       | Ruota d'Oro                              | 1.2  | Sergey Kolesnikov           | Omnibike Dynamo Moscou                      |
| 28 ao 1  | Circuito Franco-Belga                    | 2.1  | Kevin Van Impe              | Quick Step-Innergetic                       |
| 30       | Memorial Cimurri                         | 1.1  | Enrico Gasparotto           | Liquigas                                    |

### Outubro 2006
| Data | Carreira                     | Cat. | Ganhador           | Equipa                  |
| ---- | ---------------------------- | ---- | ------------------ | ----------------------- |
| 3    | Giro de Münsterland          | 1.1  | Paul Martens       | Skil-Shimano            |
| 5    | Coppa Sabatini               | 1.1  | Giovanni Visconti  | Milram                  |
| 5    | Paris-Bourges                | 1.1  | Thomas Voeckler    | Bouygues Telecom        |
| 7    | Giro de Emilia               | 1.hc | Davide Rebellin    | Gerolsteiner            |
| 8    | Grande Prêmio Bruno Beghelli | 1.1  | Sergio Marinangeli | Naturino-Sapore di Mare |
| 8    | Paris-Tours sub-23           | 1.2U | Huub Duyn          | Rabobank Continental    |
| 12   | Giro do Piemonte             | 1.hc | Daniele Bennati    | Lampre-Fondital         |

## Classificações finais
- As classificações finalizaram da seguinte forma:[4]

### Individual
| Posição | Ciclista             | Equipa | Pontos |
| ------- | -------------------- | ------ | ------ |
| 1º      | Niko Eeckhout        | JAC    | 709    |
| 2º      | Danilo Hondo         | TLM    | 688    |
| 3º      | Rinaldo Nocentini    | ASA    | 582    |
| 4º      | Sergey Kolesnikov    | ODM    | 514    |
| 5º      | Luca Mazzanti        | PAN    | 491    |
| 6º      | Baden Cooke          | UNI    | 454    |
| 7º      | Alexander Khatuntsev | ODM    | 451    |
| 8º      | Andrea Tonti         | ASA    | 441    |
| 9º      | Ricardo Serrano      | KAI    | 379    |
| 10º     | Ruslan Pidgornyy     | TEN    | 358    |

| 11º | Gerald Ciolek     | WIE | 313 |
| 12º | Jure Goločer      | PER | 311 |
| 13º | Bert De Waele     | LAN | 309 |
| 14º | Robert Gesink     | RB3 | 309 |
| 15º | Santo Anzà        | CLM | 303 |
| 16º | Markus Eichler    | TRS | 295 |
| 17º | Francesco Gavazzi | -   | 292 |
| 18º | Ivaïlo Gabrovski  | FLA | 283 |
| 19º | Mikel Gaztanaga   | ATO | 267 |
| 20º | Marcin Sapa       | KNF | 265 |

### Equipas
| Posição | Equipa                                | Pontos |
| ------- | ------------------------------------- | ------ |
| 1º      | Acqua & Sapone-Caffè Mokambo          | 1751   |
| 2º      | Unibet.com                            | 1665   |
| 3º      | Omnibike Dynamo Moscow                | 1509   |
| 4º      | Rabobank Continental                  | 1489   |
| 5º      | Chocolade Jacques-Topsport Vlaanderen | 1475   |
| 6º      | Ceramica Panaria-Navigare             | 1416   |
| 7º      | Perutnina Ptuj                        | 1242   |
| 8º      | Barloworld                            | 1225   |
| 9º      | Wiesenhof-Akud                        | 1177   |
| 10º     | Comunidade Valenciana                 | 1130   |

| 11º | Tenax-Salmilano                       | 1107 |
| 12º | Knauf                                 | 1038 |
| 13º | Kaiku                                 | 1016 |
| 14º | Agritubel                             | 993  |
| 15º | Landbouwkrediet-Colnago               | 992  |
| 16º | Skil-Shimano                          | 927  |
| 17º | Lamonta                               | 916  |
| 18º | Bretagne-Jean Floc'h                  | 872  |
| 19º | Selle Italia-Serramenti Diquigiovanni | 767  |
| 20º | Naturino-Sapore di Mare               | 752  |

### Países
| Posição | País          | Pontos |
| ------- | ------------- | ------ |
| 1º      | Itália        | 3264   |
| 2º      | Alemanha      | 2485   |
| 3º      | Bélgica       | 2373   |
| 4º      | Espanha       | 2368   |
| 5º      | Rússia        | 2277   |
| 6º      | Países Baixos | 2172   |
| 7º      | Polónia       | 1793   |
| 8º      | Eslovênia     | 1552   |
| 9º      | França        | 1449   |
| 10º     | Ucrânia       | 1292   |

| 11º | Portugal     | 1199 |
| 12º | Reino Unido  | 983  |
| 13º | Eslováquia   | 961  |
| 14º | Chéquia      | 956  |
| 15º | Bielorrússia | 776  |
| 16º | Bulgária     | 760  |
| 17º | Dinamarca    | 732  |
| 18º | Noruega      | 711  |
| 19º | Áustria      | 683  |
| 20º | Croácia      | 625  |